# Mission (Dakota du Sud)
Pour les articles homonymes, voir Mission.
Mission est une municipalité du comté de Todd, dans le Dakota du Sud, aux États-Unis. Elle comptait 1 182 habitants au recensement de 2010. C'est la plus grande localité incorporée du comté, mais elle est moins grande que la communauté non-incorporée de Rosebud, la capitale de la tribu des Sioux Rosebud.
Fondée en 1915 par S. J. Kimmel, la ville doit son nom aux nombreuses missions qui y étaient alors implantées. La municipalité s'étend aujourd'hui sur une superficie de 0,59 milles carrés (1,53 km2).
Mission est située dans la réserve indienne de Rosebud et est le siège de la Sinte Gleska University, une université privée amérindienne.

## Démographie
| 1940 | 1950 | 1960 | 1970 | 1980 | 1990 |
| ---- | ---- | ---- | ---- | ---- | ---- |
| 452  | 388  | 611  | 739  | 748  | 730  |

| 2000 | 2010  | - | - | - | - |
| ---- | ----- | - | - | - | - |
| 904  | 1 182 | - | - | - | - |